# Джерело Пресвятої Богородиці

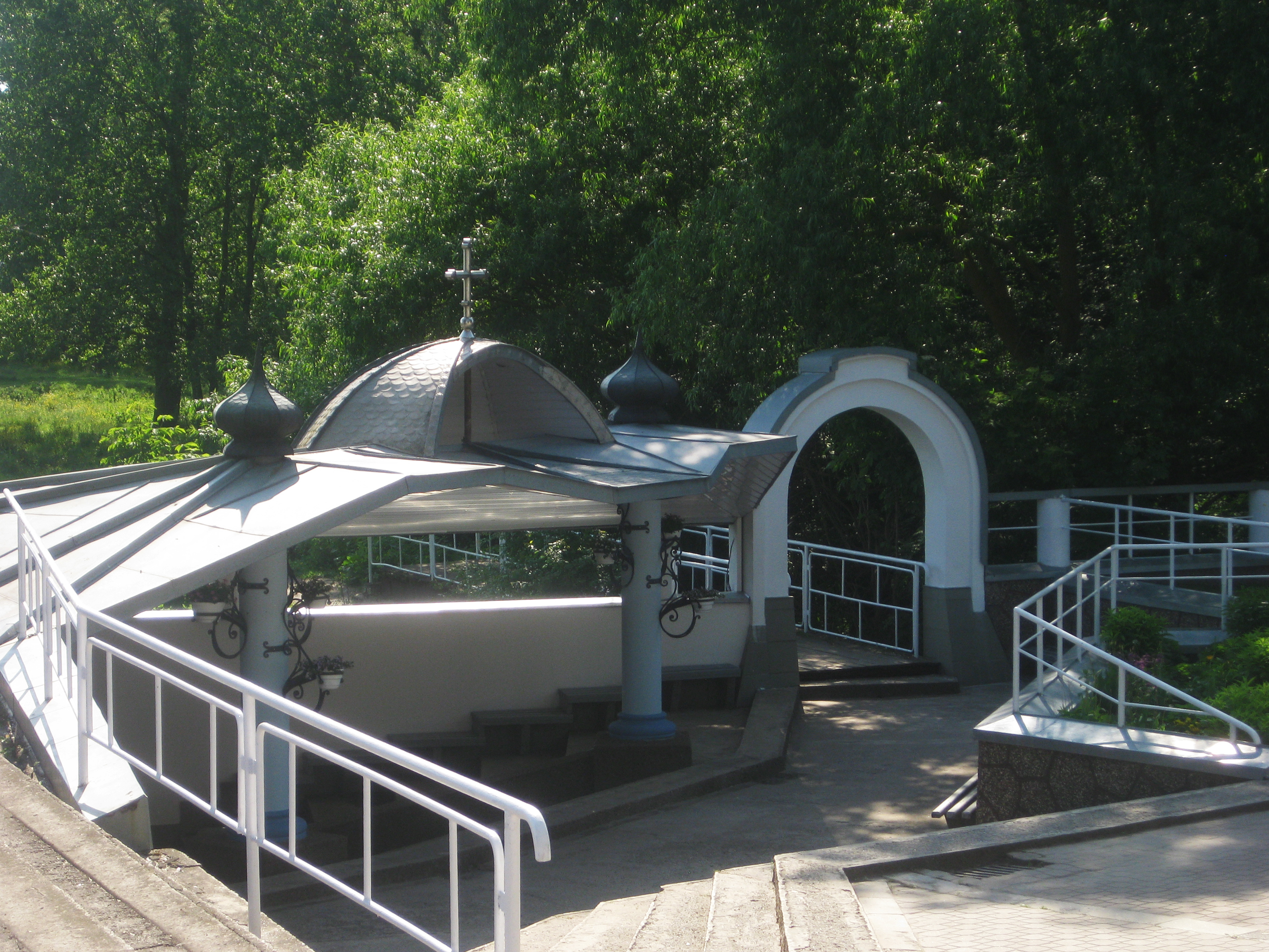

Джерело Пресвятої Богородиці — гідрологічна пам'ятка природи в Україні. Розташована у Озернянській сільській громаді. Тернопільського району Тернопільської области. Розташована біля мосту при в'їзді до с. Озерна.
Оголошена об'єктом природно-заповідного фонду рішенням № 74 другої сесії Тернопільської обласної ради шостого скликання від 10 лютого 2016 року.
Площа 0,08 га.
Під охороною та збереженням джерело питної води, що має значну природоохоронну, водорегуляторну, історико-культурну, еколого-освітню та естетичну цінність.
Перебуває у віданні Озернянської сільської ради.